# Giáo phận Mỹ Tho
Giáo phận Mỹ Tho (tiếng Latinh: Dioecesis Mythoensis) là một giáo phận Công giáo Rôma tại Việt Nam. Giáo phận gồm phần phía nam tỉnh Tây Ninh và một phần tỉnh Đồng Tháp thuộc phía Bắc sông Tiền, Giám mục chính tòa của giáo phận này hiện nay là Phêrô Nguyễn Văn Khảm (từ 2014).

## Lược sử
Tài liệu truyền giáo ghi nhận, từ khi linh mục F. José Garcia (dòng Phanxicô) coi sóc vùng Chợ Quán năm 1723, ông đã cho mở rộng vùng truyền giáo xuống các tỉnh miền Tây như: Cái Mơn, Cái Nhum, Cà Hom (Thủ Ngữ), Mi-tho (Mỹ Tho), La-nung, Lan-loc, Ke-be (Cái Bè), Ruot-ngua (Ruất Ngựa), Rac-la (Rạch Lá), Rach-mieu (Rạch Miếu). Bấy giờ, những điểm truyền giáo này thuộc về Địa phận Đàng Trong, từ năm 1844, thuộc Địa phận Tây Đàng Trong.
Đến năm 1938, phần đất thuộc Địa phận Mỹ Tho ngày nay (bấy giờ thuộc Địa phận Sài Gòn) có 18 giáo xứ, 61 giáo họ, 20 linh mục Việt, 2 linh mục Pháp và 16.702 giáo dân.
Ngày 27 tháng 11 năm 1960, Tòa Thánh ban Sắc chỉ Quod Venerabilis Fratres thành lập Giáo phận Mỹ Tho gồm 5 tỉnh: Định Tường, Long An, Hậu Nghĩa, Gò Công, Kiến Tường (Mộc Hóa) và 2/3 tỉnh Kiến Phong (Cao Lãnh), đồng thời bổ nhiệm linh mục Giuse Trần Văn Thiện làm giám mục tiên khởi. Khi thành lập, giáo phận Mỹ Tho có 39 giáo xứ, 32 nhà thờ, 54 nhà nguyện; 50.249 giáo dân, 43 linh mục, 28 đại chủng sinh học tại Giáo hoàng Học viện Piô X Đà lạt và Đại chủng viện Saigòn, 77 tiểu chủng sinh học ở Cần Thơ và Saigòn. Khoảng 153 tu sĩ thuộc các dòng: Sư huynh La San, Mến Thánh Giá Cái Nhum. Đến năm 1974, giáo phận Mỹ Tho có 186 giáo xứ và họ đạo, 71 linh mục, 78 đại chủng sinh và 63.158 giáo dân.
Sau ngày Việt Nam thống nhất, do địa giới hành chính được điều chỉnh, địa bàn giáo phận Mỹ Tho được tính ổn định đến nay gồm các tỉnh: Tiền Giang, Long An và 2/3 tỉnh Đồng Tháp (gồm thành phố Cao Lãnh, thành phố Hồng Ngự và các huyện Cao Lãnh, Thanh Bình, Tân Hồng, Hồng Ngự, Tam Nông và Tháp Mười).

### Ranh giới
Giáo phận Mỹ Tho lúc thành lập năm 1960 gồm có 4 tỉnh Long An, Kiến Tường, Kiến Phong và Định Tường. Sau năm 1975, giáo phận Mỹ Tho bao gồm 3 tỉnh Tiền Giang, Long An và 2/3 tỉnh Đồng Tháp (trừ vùng Sa Đéc).
Đây là một vùng đất rộng lớn thuộc đồng bằng sông Cửu Long, nằm phía tả ngạn sông Tiền: phía Đông Bắc giáp giáo phận Sàigòn và Phú Cường, phía Tây Nam giáp giáo phận Vĩnh Long và Long Xuyên.
Trên phần đất giáo phận Mỹ Tho có nhánh sông Tiền chảy dài từ trên Biển Hồ xuyên qua tỉnh Đồng Tháp và Tiền Giang và đổ ra vùng biển Gò Công. Trên địa bàn tỉnh Long An có hai sông lớn là Vàm Cỏ Đông và Vàm Cỏ Tây.
Diện tích: 9.262 km² với số dân khoảng 4.194.184 người, trong đó có 137.260 giáo dân (chiếm 3,3%). Đa số dân sinh sống bằng nông nghiệp.
Sắc tộc: Phần lớn là người Kinh, một số ít người Hoa, Khơ Me…
Địa giới giáo phận: phía bắc giáp Hạt Phủ doãn Tông tòa Kampong Cham (Campuchia), phía đông bắc giáp giáo phận Phú Cường, phía đông giáp tổng giáo phận Thành phố Hồ Chí Minh, phía tây giáp giáo phận Long Xuyên, phía nam giáp giáo phận Vĩnh Long, phía đông nam giáp biển Đông.

## Các danh địa giáo phận

### Nhà thờ chính tòa và Tòa Giám mục
Nhà thờ chính tòa Mỹ Tho, tước hiệu là Nhà thờ Đức Mẹ Vô Nhiễm Nguyên Tội, là ngôi nhà thờ thứ ba của họ đạo Mỹ Tho được khởi công xây dựng tại họ nhánh Vĩnh Tường ngày 11 tháng 8 năm 1906 bởi linh mục Régnier (Gẫm), hoàn thành năm 1910. Địa chỉ hiện tại ở số 32 Hùng Vương, phường 7, thành phố Mỹ Tho, Tiền Giang.
Khi thành lập Giáo phận Mỹ Tho năm 1960, Tòa Giám mục chưa có. Trong thời gian đầu, giám mục giáo phận phải tạm trú tại một ngôi nhà ở bên ngoài do chính quyền địa phương bấy giờ cấp cho, nằm trên đường Lê Lợi, đối diện với Bưu điện Mỹ Tho. Sau đó, hàng loạt các công trình Tòa Giám mục, Nhà Tĩnh Tâm, Nghênh đài Đức Mẹ, Nhà Cha sở, lần lượt được xây dựng trong cùng khuôn viên cạnh Nhà thờ chính tòa Mỹ Tho, được xây dựng về sau này.

### Thánh địa hành hương
Giáo xứ Ba Giồng

### Danh sách các giáo xứ
1. Giáo hạt Mỹ Tho (các xã, phường phía đông tỉnh Đồng Tháp): 14 giáo xứ, 6 họ đạo.

- Giáo xứ An Tôn - 227/4 Đinh Bộ Lĩnh, phường Mỹ Tho, tỉnh Đồng Tháp
- Giáo xứ Bình Tạo - 90/4 Lê Thị Hồng Gấm, phường Thới Sơn, tỉn³h Đồng Tháp
- Giáo xứ Cồn Bà - Xã Tân Thới, tỉnh Đồng Tháp
- Giáo xứ Hòa Bình - Xã Long Bình, tỉnh Đồng Tháp
- Giáo xứ Hòa Định - Xã Bình Ninh, tỉnh Đồng Tháp
- Giáo xứ Nữ Vương Hòa Bình - 23 Lý Thường Kiệt, phường Thới Sơn, tỉnh Đồng Tháp
- Giáo xứ Rạch Cầu - Xã Tân Thới, tỉnh Đồng Tháp
- Giáo xứ Tân Phước - Xã Tân Đông, tỉnh Đồng Tháp
- Giáo xứ Thánh Giuse Lao Công - 32/24 Học Lạc, phường Mỹ Tho, tỉnh Đồng Tháp
- Giáo xứ Thánh Tâm - 49 Nguyễn Trãi, phường Long Thuận, tỉnh Đồng Tháp
- Giáo xứ Thủ Ngữ - Xã Bình Ninh, tỉnh Đồng Tháp
- Giáo xứ Trảm Mù - Xã Tân Phước 2, tỉnh Đồng Tháp
- Giáo xứ Trung Lương - Phường Trung An, tỉnh Đồng Tháp
- Giáo xứ Vàm Kinh - Xã Gò Công Đông, tỉnh Đồng Thắp

1. Giáo hạt Cái Bè (các xã, phường trung tâm tỉnh Đồng Tháp): 26 giáo xứ, 7 họ đạo.

- Giáo xứ An Đức - Xã Kim Sơn, tỉnh Đồng Tháp
- Giáo xứ An Thái Trung - Xã Thanh Hưng, tỉnh Đồng Tháp
- Giáo xứ Ba Giồng - Xã Tân Hương, tỉnh Đồng Tháp
- Giáo xứ Bà Tồn - Xã Mỹ Thành, tỉnh Đồng Tháp
- Giáo xứ Bằng Lăng - Xã Hậu Mỹ, tỉnh Đồng Tháp
- Giáo xứ Bình Trưng - Xã Bình Trưng, tỉnh Đồng Tháp
- Giáo xứ Cái Bè - Xã Cái Bè, tỉnh Đồng Tháp
- Giáo xứ Cai Lậy - Phường Mỹ Phước Tây, tỉnh Đồng Tháp
- Giáo xứ Cái Mây - Xã Cái Bè, tỉnh Đồng Tháp
- Giáo xứ Cái Thia - Xã Mỹ Đức Tây, tỉnh Đồng Tháp
- Giáo xứ Chợ Bưng - Xã Long Hưng, tỉnh Đồng Tháp
- Giáo xứ Giồng Cát - Xã Long Định, tỉnh Đồng Tháp
- Giáo xứ Hòa Hưng - Xã An Hữu, tỉnh Đồng Tháp
- Giáo xứ Kim Sơn - Xã Vĩnh Kim, tỉnh Đồng Tháp
- Giáo xứ Kinh Gãy - Xã Thạnh Phú, tỉnh Đồng Tháp
- Giáo xứ Long Định I - Xã Long Định, tỉnh Đồng Tháp
- Giáo xứ Long Định II - Xã Long Định, tỉnh Đồng Tháp
- Giáo xứ Long Quới - Xã Ngũ Hiệp, tỉnh Đồng Tháp
- Giáo xứ Mỹ Trung - Xã Mỹ Thiện, tỉnh Đồng Tháp
- Giáo xứ Ngũ Hiệp - Xã Ngũ Hiệp, tỉnh Đồng Tháp
- Giáo xứ Tân Hiệp - Xã Châu Thành, tỉnh Đồng Tháp
- Giáo xứ Tân Phong - Xã Hiệp Đức, tỉnh Đồng Tháp
- Giáo xứ Thuộc Nhiêu - Xã Bình Trưng, tỉnh Đồng Tháp
- Giáo xứ Tín Đức - Xã Kim Sơn, tỉnh Đồng Tháp
- Giáo xứ Vĩnh Hựu - Xã Vĩnh Hựu, tỉnh Đồng Tháp
- Giáo xứ Xoài Mút - Phường Thới Sơn, tỉnh Đồng Tháp

1. Giáo hạt Tân An (các xã, phường phía tây nam tỉnh Tây Ninh): 13 giáo xứ, 1 họ đạo.

- Giáo xứ Bắc Hòa - Xã Hậu Thạnh, tỉnh Tây Ninh
- Giáo xứ Bình Quân - 441 Quốc lộ 1, phường Long An, tỉnh Tây Ninh
- Giáo xứ Kiến Bình - Xã Tân Thạnh, tỉnh Tây Ninh
- Giáo xứ Kinh Cùng - Xã Nhơn Hòa Lập, tỉnh Tây Ninh
- Giáo xứ Mộc Hóa - Phường Kiến Tường, tỉnh Tây Ninh
- Giáo xứ Nước Trong - Xã Tân Tây, tỉnh Tây Ninh
- Giáo xứ Sông Xoài - Xã Thạnh Phước, tỉnh Tây Ninh
- Giáo xứ Tân An - 308 Quốc lộ 1, phường Long An, tỉnh Tây Ninh
- Giáo xứ Tân Đông - Xã Tân Tây, tỉnh Tây Ninh
- Giáo xứ Thánh Giuse (Vườn Chuối) - Xã Nhơn Hòa Lập, tỉnh Tây Ninh
- Giáo xứ Thạnh Trị - Xã Bình Hiệp, tỉnh Tây Ninh
- Giáo xứ Thủ Thừa - Xã Thủ Thừa, tỉnh Tây Ninh
- Giáo xứ Vĩnh Hưng - Xã Vĩnh Hưng, tỉnh Tây Ninh

1. Giáo hạt Đức Hòa (các xã phía đông nam tỉnh Tây Ninh): 16 giáo xứ, 4 họ đạo.

- Giáo xứ Bến Lức - Xã Bến Lức, tỉnh Tây Ninh
- Giáo xứ Đức Hòa - Xã Đức Hòa, tỉnh Tây Ninh
- Giáo xứ Gò Đen - Xã Mỹ Yên, tỉnh Tây Ninh
- Giáo xứ Hiệp Hòa - Xã Hiệp Hòa, tỉnh Tây Ninh
- Giáo xứ Lập Điền - Xã Hậu Nghĩa, tỉnh Tây Ninh
- Giáo xứ La Vang - Xã Mỹ Lộc, tỉnh Tây Ninh
- Giáo xứ Lương Hòa Hạ - Xã Lương Hòa, tỉnh Tây Ninh
- Giáo xứ Lương Hòa Thượng - Xã Thạnh Lợi, tỉnh Tây Ninh
- Giáo xứ Mỹ Điền - Xã Long Hựu, tỉnh Tây Ninh
- Giáo xứ Mỹ Hạnh - Xã Đức Hòa, tỉnh Tây Ninh
- Giáo xứ Nha Ràm - Xã Mỹ Lệ, tỉnh Tây Ninh
- Giáo xứ Nhật Tân - Xã Hậu Nghĩa, tỉnh Tây Ninh
- Giáo xứ Rạch Thiên - Xã Hiệp Hòa, tỉnh Tây Ninh
- Giáo xứ Thủ Đoàn - Xã Bình Đức, tỉnh Tây Ninh
- Giáo xứ Văn Hiệp - Xã Hiệp Hòa, tỉnh Tây Ninh
- Giáo xứ Vạn Phước - Xã Mỹ Lệ, tỉnh Tây Ninh

1. Giáo hạt Cao Lãnh (các xã, phường phía tây tỉnh Đồng Tháp): 12 giáo xứ, 4 họ đạo.

- Giáo xứ An Bình - Phường Mỹ Trà, tỉnh Đồng Tháp
- Giáo xứ An Long - Xã An Long, tỉnh Đồng Tháp
- Giáo xứ Cao Lãnh - 10 đường 30/4, phường Cao Lãnh, tỉnh Đồng Tháp
- Giáo xứ Kiến Văn - Xã Bình Hàng Trung, tỉnh Đồng Tháp
- Giáo xứ Mỹ An - Xã Tháp Mười, tỉnh Đồng Tháp
- Giáo xứ Mỹ Long - Xã Mỹ Hiệp, tỉnh Đồng Tháp
- Giáo xứ Mỹ Quý - Xã Mỹ Quý, tỉnh Đồng Tháp
- Giáo xứ Nhị Mỹ - Phường Mỹ Trà, tỉnh Đồng Tháp
- Giáo xứ Phong Mỹ - Xã Phong Mỹ, tỉnh Đồng Tháp
- Giáo xứ Tân An - Phường Cao Lãnh, tỉnh Đồng Tháp
- Giáo xứ Tân Hội Trung - Xã Bình Hàng Trung, tỉnh Đồng Tháp
- Giáo xứ Thiên Phước - Xã Tràm Chim, tỉnh Đồng Tháp

1. Giáo hạt Cù Lao Tây (các xã, phường phía tây bắc tỉnh Đồng Tháp): 11 giáo xứ, 2 họ đạo.

- Giáo xứ Bãi Chàm - Phường An Bình, tỉnh Đồng Tháp
- Giáo xứ Bến Dinh - Xã Tân Long, tỉnh Đồng Tháp
- Giáo xứ Bến Siêu - Xã Tân Long, tỉnh Đồng Tháp
- Giáo xứ Fatima - Xã Tân Long, tỉnh Đồng Tháp
- Giáo xứ Gò Da - Xã Tân Hồng, tỉnh Đồng Tháp
- Giáo xứ Tân Hồng - 274 Nguyễn Huệ, xã Tân Hồng, tỉnh Đồng Tháp
- Giáo xứ Tân Long - Xã Tân Long, tỉnh Đồng Tháp
- Giáo xứ Tân Quới - Xã Tân Long, tỉnh Đồng Tháp
- Giáo xứ Thánh Anrê - Xã Tân Long, tỉnh Đồng Tháp
- Giáo xứ Thường Phước - Xã Thường Phước, tỉnh Đồng Tháp
- Giáo xứ Trà Đư - Phường Thường Lạc, tỉnh Đồng Tháp

## Nhân vật nổi bật
- Thánh tử đạo Phêrô Nguyễn Văn Lựu
- Thánh tử đạo Anrê Nguyễn Kim Thông

## Các đời giám mục quản nhiệm
| STT | Tên                           | Thời gian quản nhiệm | Ghi chú                                 |
| --- | ----------------------------- | -------------------- | --------------------------------------- |
| 1 † | Giuse Trần Văn Thiện          | 1960-1989            | Giám Mục tiên khởi của Giáo Phận Mỹ Tho |
| 2 † | Anrê Nguyễn Văn Nam           | 1975-1989 1989-1999  | Giám mục phó Giám mục chính tòa         |
| 3   | Gioan Baotixita Phạm Minh Mẫn | 1993-1998            | Giám mục phó                            |
| 4 † | Phaolô Bùi Văn Đọc            | 1999-2013 2013-2014  | Giám mục chính tòa Giám quản Tông tòa   |
| 5   | Phêrô Nguyễn Văn Khảm         | 2014-nay             |                                         |

Ghi chú:
- : Giám mục chính tòa
- : Giám mục phó, phụ tá hoặc Đại diện tông tòa
- : Giám quản tông tòa